# Дескрипторные таблицы
Дескрипторные таблицы — служебные структуры данных, содержащие дескрипторы сегментов.
В архитектуре x86 есть три вида дескрипторных таблиц:
- Глобальная дескрипторная таблица (англ. Global Descriptor Table, GDT);
- Локальная дескрипторная таблица (англ. Local Descriptor Table, LDT);
- Таблица векторов прерываний (англ. Interrupt Descriptor Table, IDT);

## Глобальная дескрипторная таблица
Глобальная дескрипторная таблица является общей для всех процессов. Её размер и расположение в физической памяти определяются регистром GDTR. Размер таблицы не может превышать 8192 дескрипторов, поскольку один дескриптор занимает 8 байт, а лимит в регистре GDTR — двухбайтный и хранит размер таблицы минус один (максимальное значение лимита — 65535), а 8192 x 8 = 65536.
Дескрипторы LDT и сегментов задач (TSS) могут находиться только здесь.
Особенностью GDT является то, что у неё запрещён доступ к первому (с нулевым смещением относительно начала таблицы) дескриптору. Обращение к нему вызывает исключение #GP, что предотвращает обращение к памяти с использованием незагруженного сегментного регистра.

## Локальная дескрипторная таблица
В отличие от GDT, LDT может быть много (соответственно количеству задач (потоков), но не обязательно). Каждая задача может иметь свою. На расположение таблицы текущей задачи указывает регистр LDTR.
Размер и расположение LDT в линейной памяти определяются дескриптором LDT из GDT (но это не означает, что размер LDT может быть больше 65536 байт).
Первый дескриптор LDT (№ 0) использовать можно.

## Таблица дескрипторов прерываний
Таблица прерываний глобальна. Размещение в физической памяти определяется регистром IDTR.
При возникновении прерывания (внешнего, аппаратного, или вызванного инструкцией Int):
- из IDT выбирается дескриптор шлюза, соответственно номеру прерывания;
- проверяются условия защиты (права доступа);
- при соблюдении условий защиты выполняется переход на подпрограмму-обработчик этого прерывания.